# Salomé Lahoche
Salomé Lahoche, née le 24 août 1997 à Rouen, est une autrice de bande dessinée et illustratrice française.

## Biographie

### Enfance, jeunesse et formation
Née à Rouen, Salomé Lahoche est la fille d'une mère enseignante d'espagnol et d'un père agent dans les collectivités locales qui se séparent lorsqu'elle a deux ans. Durant son enfance passée à Bourneville (Eure), elle se passionne pour le dessin et la lecture, notamment de bandes dessinées,. Elle apprécie lire Persepolis de Marjane Satrapi, Sardine de l'espace, Manu Larcenet ou encore Gen d'Hiroshima. ,.
À l'adolescence elle prend goût aux blogs BD, affectionnant ceux de Boulet, Pénélope Bagieu et Kek notamment. C'est ainsi qu'elle souhaite devenir un jour autrice de bande dessinée.
Elle décroche son baccalauréat L à l'âge de 16 ans, puis part à Paris où la future autrice débute une Mise à niveau en arts appliqués à l'École Olivier de Serres. Elle se redirige rapidement vers les beaux-arts d'Angoulême où elle passe trois années, puis rejoint l'École supérieure des arts décoratifs de Strasbourg pour la même durée.

### Carrière
À la suite de l'obtention de son diplôme, elle publie à partir de 2020 des strips autobiographiques sur Instagram,, dans l'objectif premier d'amuser ses amis. Les vues se font rapidement très nombreuses, notamment après un post grinçant nommé Quel mec woke d’école d’art es-tu ?, impliquant au fil des années et de la croissance de son lectorat la mise en ligne d'une multitude d'anecdotes personnelles, réflexions trashs et interrogations liées à l'actualité, abordées de manière humoristique, grinçante, ou encore absurde voire nihiliste,. Pour cela, l'Angoumoisine recourt à un univers coloré, ludique et riche en détails,. Libération trouve ainsi qu'elle a un « regard cynico-pastel ».
En février 2023 paraît son premier ouvrage, La vie est une corvée, qui est un recueil de ses strips qu'elle a posté sur Instagram jusqu'alors,.
À la mi-2023, toujours sur son compte Instagram, Salomé Lahoche fait part de son rapport à la boisson alcoolisée ; la mini-série trouve son écho et contribue à augmenter la notoriété croissante de l'autrice,. Elle publie également des dessins de presse, notamment dans La Déferlante ainsi que Le Monde diplomatique, où par exemple elle propose sa vision du procès de l'affaire Pelicot,.
Début 2024, l'autrice publie son deuxième livre intitulé Ernestine, qui aborde à travers les yeux d'une petite fille les thématiques de la charge mentale, la structure familiale, les dynamiques interpersonnelles ou encore la mort. L'ouvrage bénéficie d'une promotion dans la presse généraliste et à la télévision, à l'exemple de Libération qui parle d'une « fiction costaude, débordant d'une authentique noirceur sous ses couleurs vives », et qui comporte « des extrémités savoureuses »,. À l'été de la même année, elle est suivie par environ 90 000 personnes sur Instagram. Par ailleurs, elle rompt une collaboration récente avec Trois Couleurs, ce dernier estimant son dessin « trop déprimant ».
Début 2025, désormais suivie par 120 000 abonnés, paraît Peur de mourir mais flemme de vivre, suite de La vie est une corvée, réunissant ses strips Instagram publiés entre décembre 2022 et octobre 2024.

## Œuvres
- La vie est une corvée, éditions Exemplaire, 2023  (ISBN 978-2492926204)
- Ernestine, Même Pas Mal, 2024  (ISBN 978-2918645757)
- Peur de mourir mais flemme de vivre, éditions Exemplaire, 2025  (ISBN 9782492926617)
- Ancolie, Glénat, 2025  (ISBN 9782344058305)

## Distinctions
- Révélation ADAGP/Quai des Bulles 2024 pour sa bande dessinée Ernestine[1],[18].